# Siège d'Orléans (1428-1429)
Pour les articles homonymes, voir Siège d'Orléans.
 (novembre 2014).
Guerre de Cent Ans
Batailles
Le siège d’Orléans est un épisode majeur de la guerre de Cent Ans. Les Anglais sont près de prendre Orléans, verrou sur la Loire protégeant le sud de la France, mais la ville est sauvée par Jean Dunois, qui renverse le cours de la guerre après avoir libéré Montargis en 1427.

## Contexte
Alors que les Anglais tiennent la moitié nord du royaume de France, le roi Charles VII garde le sud qui lui est resté fidèle. La Loire marque la frontière entre les zones françaises et anglaises. De rares ponts subsistent : Angers (défendu par son château et appartenant à René d'Anjou et servant de place stratégique à Yolande d'Aragon), et Orléans (comptant 20 000 habitants et puissamment fortifiée). Pour étendre leur contrôle au Sud de la Loire, les Anglais sont obligés d'attaquer ces deux villes.

## Déroulement du siège

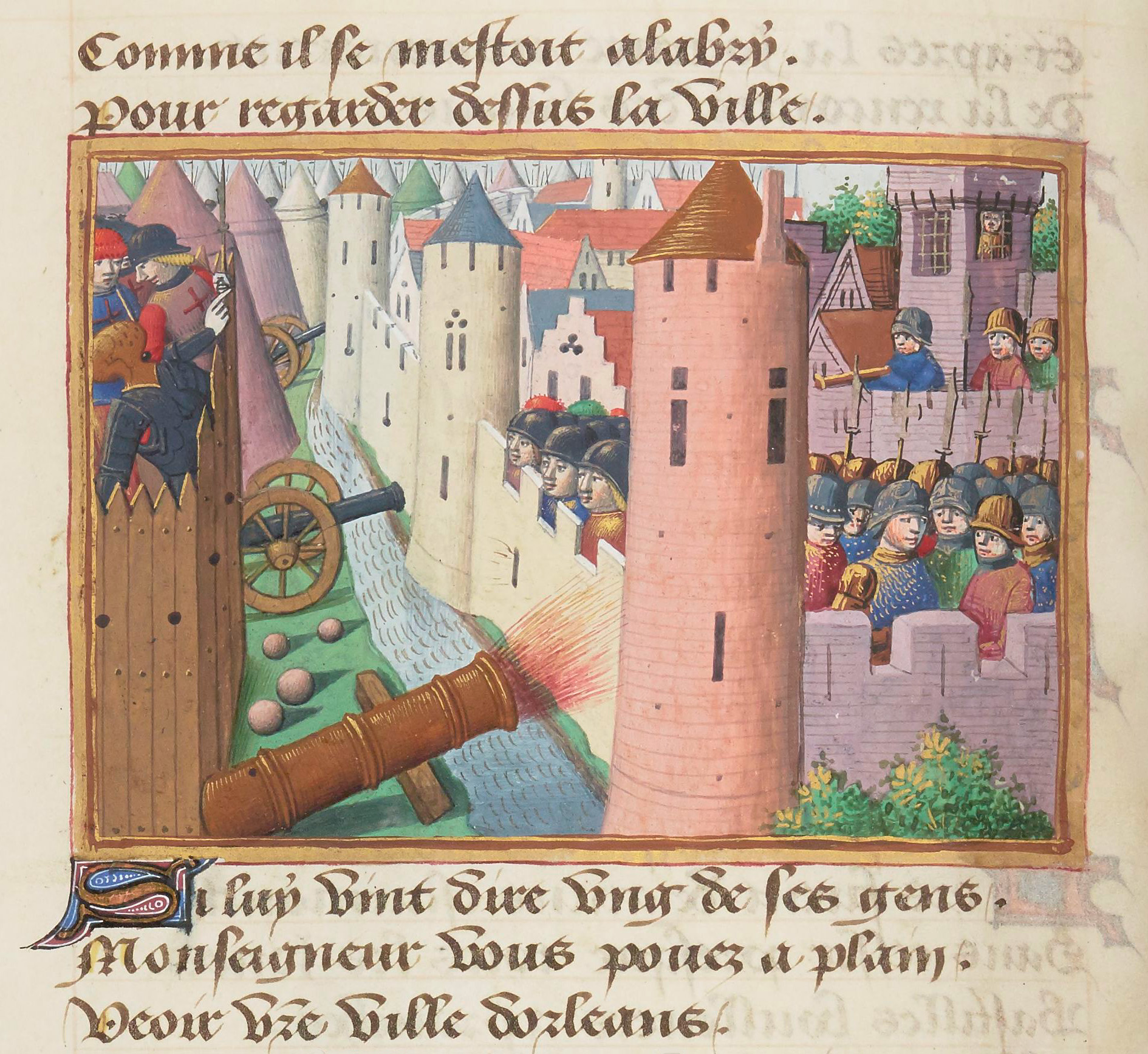
La blessure mortelle de Thomas Montagu, comte de Salisbury, lors du siège d'Orléans.
Enluminure du manuscrit de Martial d'Auvergne, Les Vigiles de Charles VII, vers 1484, BnF.

Le siège proprement dit est précédé, au cours de juillet 1428, de la prise par les Anglais de nombreux bourgs beaucerons entre Orléans et Paris, comme Angerville, Toury, Artenay ou Patay. L'encerclement progressif se poursuit en septembre et octobre par la prise de places fortes commandant la traversée de la Loire telles que Meung, Jargeau, Châteauneuf et Sully. Le village d'Olivet, au sud d'Orléans sur la route de Bourges, tombe le 7 octobre. Le 12 octobre 1428, les Orléanais peuvent encore sortir de la ville et assurer sa mise en défense par la démolition d'une arche du pont des Tourelles et du couvent des capucins situé à proximité de son extrémité sud. Le véritable siège commence les 23 et 24 octobre après la prise par les Anglais du « boulevard » et du fort des Tourelles commandant l'accès sud du pont et leur installation dans les ruines du couvent des capucins.
Le soir du 24 octobre, le comte de Salisbury, Thomas Montaigu, vient inspecter la forteresse conquise par ses troupes. En montant à l'une des tours, il reçoit un boulet de canon tiré par les Orléanais depuis la tour Notre-Dame. Touché à la tête, il meurt quelques jours après. 
Entre le 8 novembre et le 29 décembre, les Orléanais commandés par le bailli Raoul de Gaucourt, achèvent la mise en défense de la ville par la démolition de l'ensemble des faubourgs et édifices non protégés par l'enceinte et pouvant servir d'abris aux Anglais. La collégiale Saint-Aignan est ainsi de nouveau abattue, 70 ans après sa première destruction préventive lors des raids anglais de 1358, et seulement huit après sa reconstruction en 1420.

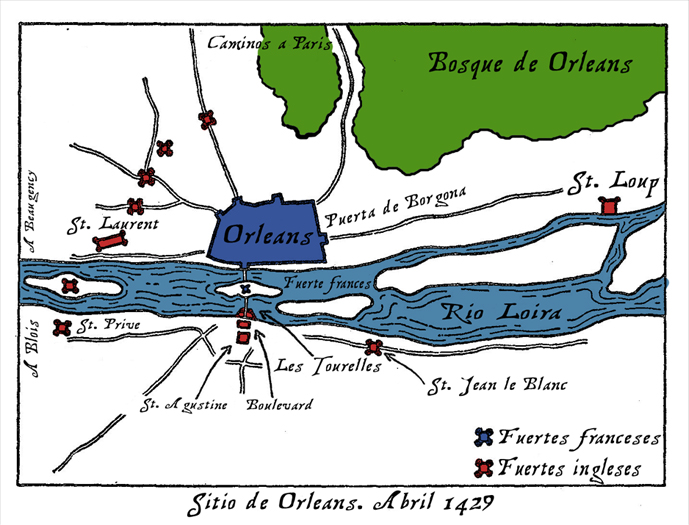
Les forts anglais pendant le siège d'Orléans.

En réponse, les Anglais encerclent la ville d'une série de neuf bastilles. Construites en avril 1429, les fortifications sont denses au nord-ouest, entre la Loire et la route de Paris (sept bastilles), mais quasiment absentes à l'est où l'on ne trouve que deux bastilles situées à plusieurs kilomètres de la ville, à Saint-Loup et à Saint-Jean-le-Blanc. Cette négligence du côté oriental peut être attribué au manque d'effectifs des troupes anglaises. 
Le comte de Suffolk, William de la Pole, remplace Salisbury dans ses fonctions, avant d'être lui même remplacé par John Talbot, comte de Shrewsbury. La garnison anglaise qui occupe les Tourelles est elle-même assiégée par des soldats français. Les Bourguignons qui participaient au siège se retirent à la suite d'une mésentente sur le sort de la ville. Néanmoins à la suite de la désastreuse « journée des Harengs », où les troupes franco-écossaises manquent lamentablement leur offensive sur un convoi de ravitaillement, les troupes françaises sont démoralisées et perdent toute initiative.

## L'arrivée de Jeanne
Pendant des années, de vagues prophéties avaient circulé en France au sujet d'une jeune fille qui sauverait la France. Beaucoup de ces prophéties prédisaient qu'une jeune fille en armure viendrait des frontières de la Lorraine, où est situé Domrémy, lieu de naissance de Jeanne. En conséquence, quand la nouvelle atteignit les habitants d'Orléans assiégés à propos du voyage de Jeanne pour voir le roi, les attentes et les espoirs étaient grands.
Accompagnée d'une escorte fournie par Robert de Baudricourt, Jeanne arrive vraisemblablement à Chinon le 23 février 1429 afin d'y rencontrer le roi. Après l'avis positif des clercs de Poitiers à la suite de l'examen théologique de Jeanne, le dauphin accepta ses services le 22 mars. On lui donna une armure, une bannière, un page, et des hérauts.
La première mission de Jeanne était de rejoindre un convoi de ravitaillement qui se rassemblait au château de Blois, sous le commandement de Jean de Brosse, maréchal de Boussac, et de Gilles de Rais, ravitaillant Orléans. C'est de Blois que Jeanne envoya ses missives célèbres aux commandants anglais qui dirigeaient le siège. Dans ces textes, elle se désigne elle-même comme « La Pucelle ». Elle donnait cet ordre aux Anglais : « Au nom de Dieu : Retirez-vous, ou je vous ferai partir ».

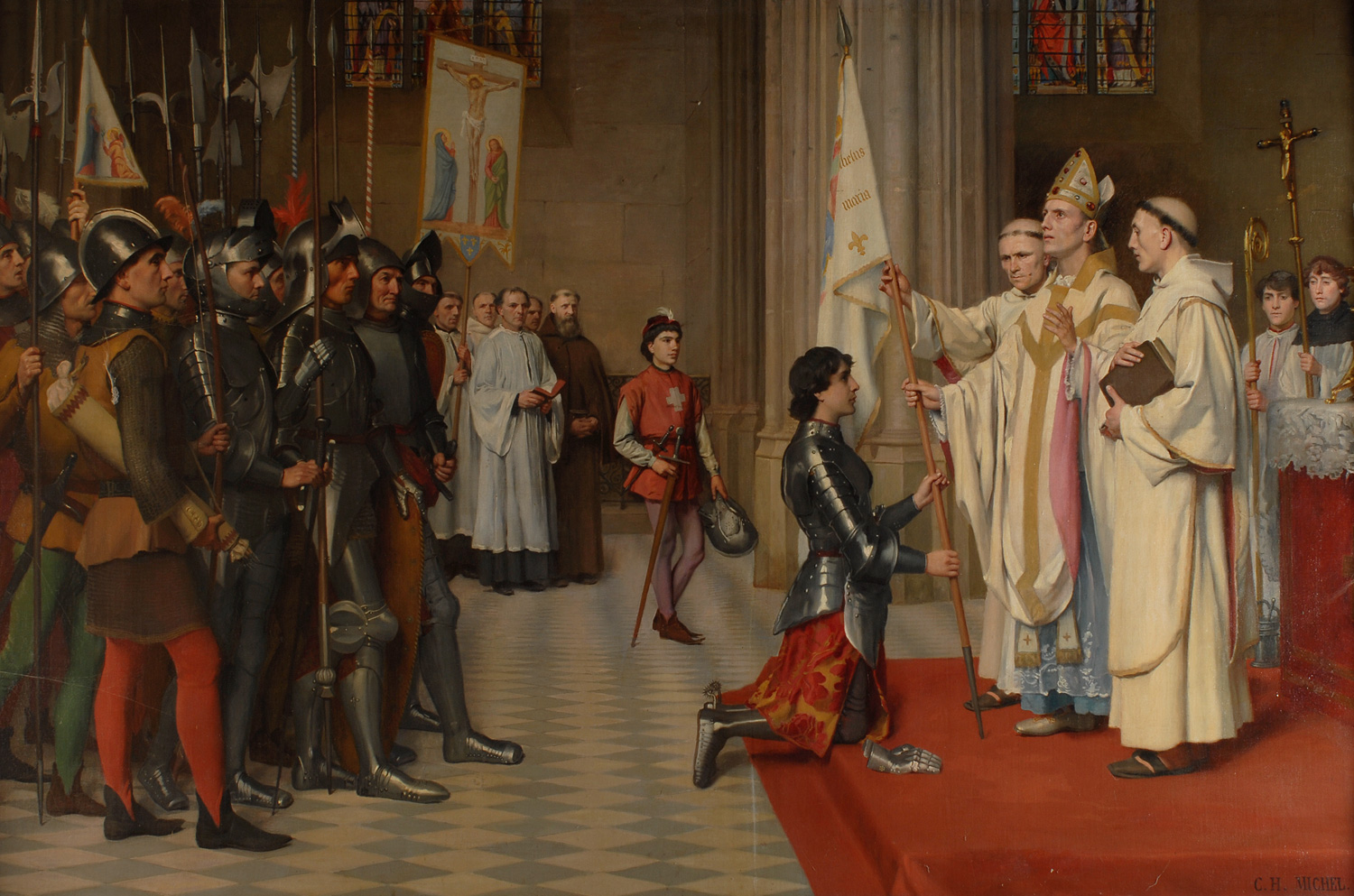
Jeanne d'Arc faisant bénir son étendard à Blois. Charles-Henri Michel, 1901, chapelle Saint-Calais du château de Blois.

Après que Jeanne a fait bénir son étendard au sein de la collégiale Saint-Sauveur, le convoi de ravitaillement, escorté par environ 500 soldats ressemblant à une procession religieuse, quitta Blois le 27 avril. Jeanne avait insisté pour que l'approche d'Orléans se fasse par le nord (par conséquent, à travers la Beauce) où les forces anglaises étaient concentrées, dans le but de les attaquer immédiatement. Mais les commandants décidèrent de prendre un détour par le sud (à travers la Sologne) sans en faire part à Jeanne. Le convoi atteignit la rive sud de la Loire à Reuilly (près de Chécy), environ 7 km à l'est de la ville.

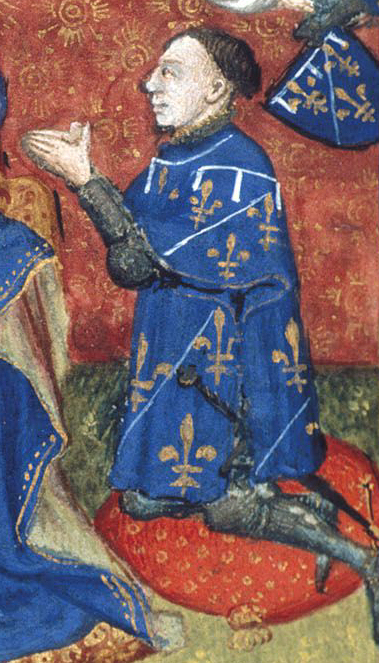
Jean de Dunois en prière devant la Vierge, Heures de Dunois, vers 1436 (détail).

Le commandant d'Orléans, Jean de Dunois, dit Dunois ou « le bâtard d'Orléans », vint à leur rencontre après avoir traversé la rivière. Jeanne fut indignée par cette dissimulation et cette perte de temps, et ordonna une attaque immédiate sur Saint-Jean-le-Blanc, le fort anglais le plus proche sur la rive sud. Mais Dunois, soutenu par les autres commandants, protesta. Avec difficulté, son avis prévalut sur celui de Jeanne. La ville devait être ravitaillée avant tout assaut. Le convoi approcha des rives de Port Saint-Loup, en face du fort anglais de Saint-Loup, situé sur la rive nord. Pendant que des unités françaises empêchaient la garnison anglaise de Saint-Loup d'intervenir, une flotte de bateaux venue d'Orléans approcha du convoi pour ramener dans la ville le ravitaillement, Jeanne elle-même et 200 soldats.
L'un des miracles les plus connus de Jeanne fut rapporté comme ayant eu lieu à cet endroit : le vent qui avait amené les bateaux en amont s'inversa brutalement (il s'agit d'un phénomène connu sous le nom de vent de galerne), ce qui leur permit de retourner à Orléans sans dommage sous le couvert de l'obscurité. Jeanne entra triomphalement dans la ville, le 29 avril, autour de 20 heures, ravivant tous les espoirs.

## La levée du siège

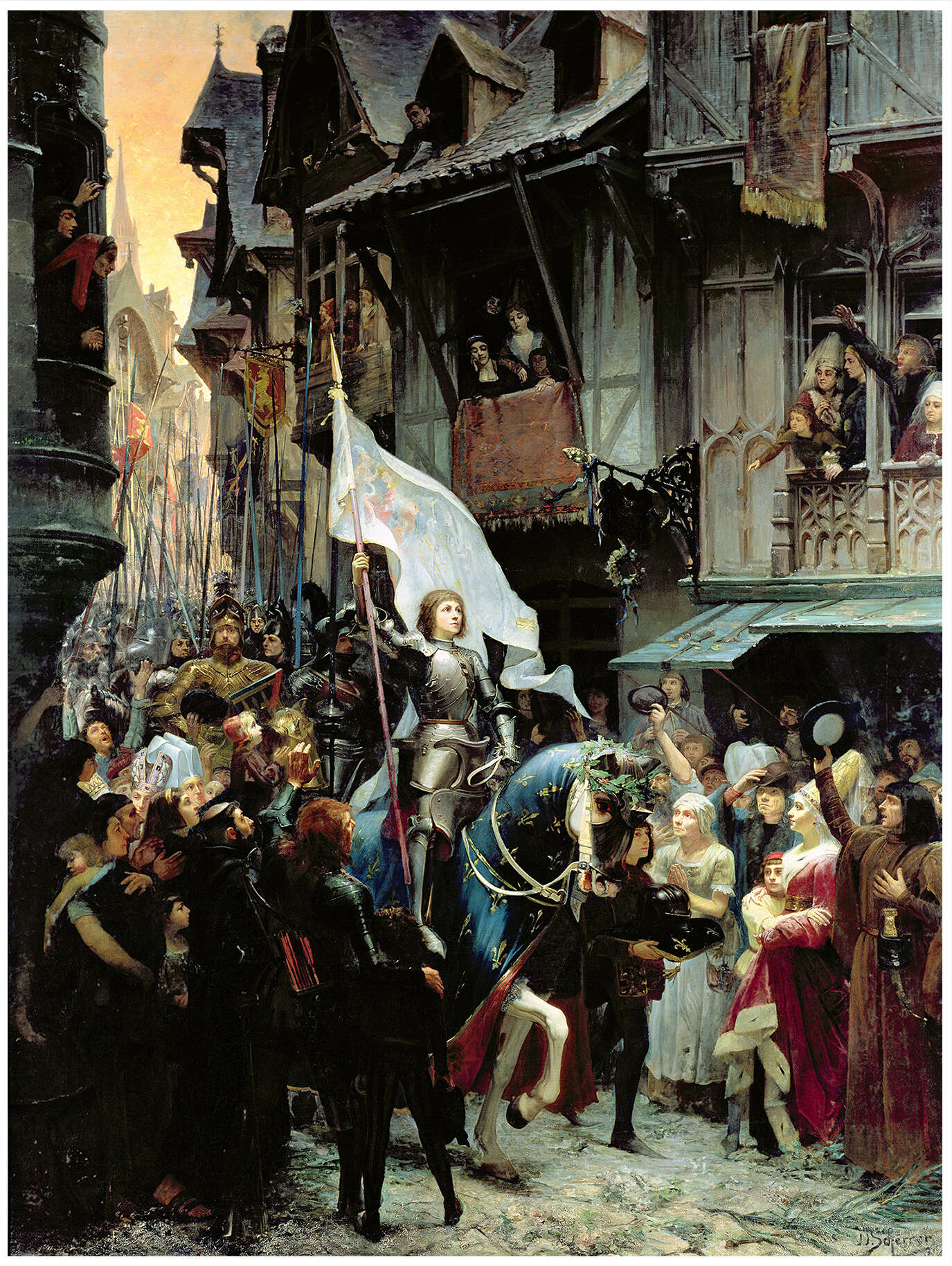
Entrée de Jeanne d'Arc à Orléans par Jean-Jacques Scherrer (1887)

Durant les deux jours qui suivirent, pour galvaniser les habitants d'Orléans, Jeanne défila périodiquement dans les rues de la ville, distribuant de la nourriture aux gens et leur solde aux soldats de la garnison. Jeanne envoya également des messagers aux garnisons anglaises, exigeant leur départ. Les commandants anglais accueillirent les envoyés de Jeanne par des huées et des injures. Certains menacèrent même de tuer les messagers comme « émissaires d'une sorcière ».
Jeanne participa aux conseils de guerre avec Dunois et les autres commandants français. Le Journal du siège d'Orléans, selon les écrits de Régine Pernoud, rapporte plusieurs discussions enflammées à propos de la semaine à venir, entre Jeanne et Dunois.
Estimant la garnison trop petite pour toute action, Dunois laissa la ville, le 1er mai, sous la responsabilité de La Hire et de Jeanne. Il se rendit personnellement à Blois pour rassembler des renforts. Pendant cet intermède, Jeanne sortit des murs de la ville et inspecta toutes les fortifications anglaises personnellement. Elle fut copieusement injuriée par les défenseurs anglais. C'est lors de cette inspection que le commandant anglais des Tourelles, William Glasdale, l'injuria du haut du fort en la traitant de « putain des Armagnacs ».
Le 3 mai, le convoi de renforts de Dunois quitta Blois pour se diriger vers Orléans. Dans le même temps, d'autres convois de troupes partirent de Montargis et de Gien en direction d'Orléans. Le convoi de Dunois arriva, à travers la Beauce, à la rive nord de la rivière, au matin du 4 mai, parfaitement visible depuis le fort anglais de Saint-Laurent. Les Anglais ne tentèrent rien pour empêcher l'entrée du convoi, le jugeant trop puissant. Jeanne sortit de la ville pour escorter le convoi.

### L'assaut sur le fort Saint-Loup
À midi, le même jour (4 mai 1429), apparemment pour sécuriser l'entrée de plusieurs autres convois de ravitaillement, qui avaient pris l'habituelle voie détournée, par l'est, Dunois lança une attaque sur le fort anglais de Saint-Loup avec les troupes venues de Montargis et de Gien. Jeanne, n'ayant pas été prévenue de l'assaut et faisant une sieste, fut réveillée en sursaut par son page. Elle se précipita avec son étendard.
La garnison anglaise de 400 hommes fut submergée par les 1 500 attaquants français. Espérant créer une diversion, le commandant anglais, lord John Talbot, lança une attaque depuis Saint-Pouair, à l'extrémité nord d'Orléans, mais elle fut stoppée par une sortie française. Après quelques heures de combat, Saint-Loup tomba. Il y eut 140 Anglais tués et 40 prisonniers. Certains défenseurs anglais furent capturés dans les ruines d'une église à proximité. Ils eurent la vie sauve à la demande de Jeanne. Apprenant que Saint-Loup était tombé, Talbot cessa son assaut au nord.

### L'assaut sur le fort des Augustins
Le jour suivant, le 5 mai, était le jour de l'Ascension. Jeanne voulait une attaque sur le plus puissant fort anglais, le fort de Saint-Laurent à l'ouest. Mais les commandants français, jugeant que leurs hommes avaient besoin de repos, imposèrent leur point de vue et permirent à leurs troupes d'honorer le jour de fête en paix. Pendant la nuit, au cours d'un conseil de guerre, il fut décidé que la meilleure façon de procéder était de prendre les bastions anglais de la rive sud, là où les Anglais étaient les plus faibles.
L'opération débuta tôt dans la matinée du 6 mai. Les habitants d'Orléans, depuis que Jeanne leur avait redonné espoir, voulaient à tout prix participer à la libération de leur ville. Ils créèrent une milice qui se présenta aux portes pour rejoindre l'armée, mettant les commandants français dans l'embarras. Cependant, Jeanne réussit à les convaincre de laisser la milice se joindre à l'armée régulière. Les Français, avec Jeanne, traversèrent la Loire sur des bateaux et barges, et accostèrent sur l'île Saint-Aignan. Puis, de là, ils arrivèrent à la rive sud par un pont de bateaux, sur le tronçon entre le pont et le fort de Saint-Jean-le-Blanc. Le plan consistait à isoler et à attaquer le fort de Saint-Jean-le-Blanc depuis l'ouest. Mais le commandant anglais de la garnison, William Glasdale, avait compris l'intention des Français. Il avait déjà détruit Saint-Jean-le-Blanc, et concentré ses troupes dans l'ensemble central Boulevard-Tourelles-Augustins.
Avant que les Français aient pu correctement débarquer sur la rive sud, on rapporte que Jeanne d'Arc aurait lancé une attaque brutale sur le point d'appui du Boulevard. Cet assaut faillit tourner au désastre, car les attaquants étaient exposés aux tirs de flanc des Anglais depuis les Augustins. L'assaut cessa quand des cris retentirent. On entendit que la garnison anglaise du fort de Saint-Privé, plus à l'ouest, avait fait une sortie pour renforcer Glasdale et les prendre en tenaille. La panique s'empara des Français, et ils s'enfuirent du Boulevard vers les rives, emmenant Jeanne avec eux. Voyant la « sorcière » s'enfuir et le « sortilège » être brisé, la garnison de Glasdale sortit pour engager la poursuite. Mais, selon la légende, Jeanne, seule, fit demi-tour, leva son étendard et cria « Ou Nom De » (« Au nom de Dieu »), ce qui aurait été suffisant pour impressionner les Anglais, stopper leur poursuite et les faire revenir au Boulevard. Les troupes françaises en fuite firent demi-tour et se rallièrent à elle.
Les soldats français reprennent l'attaque sur le fort avancé des Augustins. Après de violents combats qui durèrent toute la journée, les Augustins furent finalement pris juste avant la nuit.
Avec les Augustins aux mains des Français, la garnison de Glasdale était bloquée dans l'ensemble Boulevard-Tourelles. Cette même nuit, ce qui restait de la garnison anglaise de Saint-Privé évacua le fort et traversa la rivière pour rejoindre leurs camarades de Saint-Laurent. Glasdale était isolé, mais il pouvait compter sur une garnison anglaise de 700 à 800 hommes, aguerrie et solidement établie dans un puissant bastion.
Pour éviter le réemploi des matériaux de la bastide des Augustins, Jeanne d'Arc y fait mettre le feu.

### L'assaut sur le fort des Tourelles

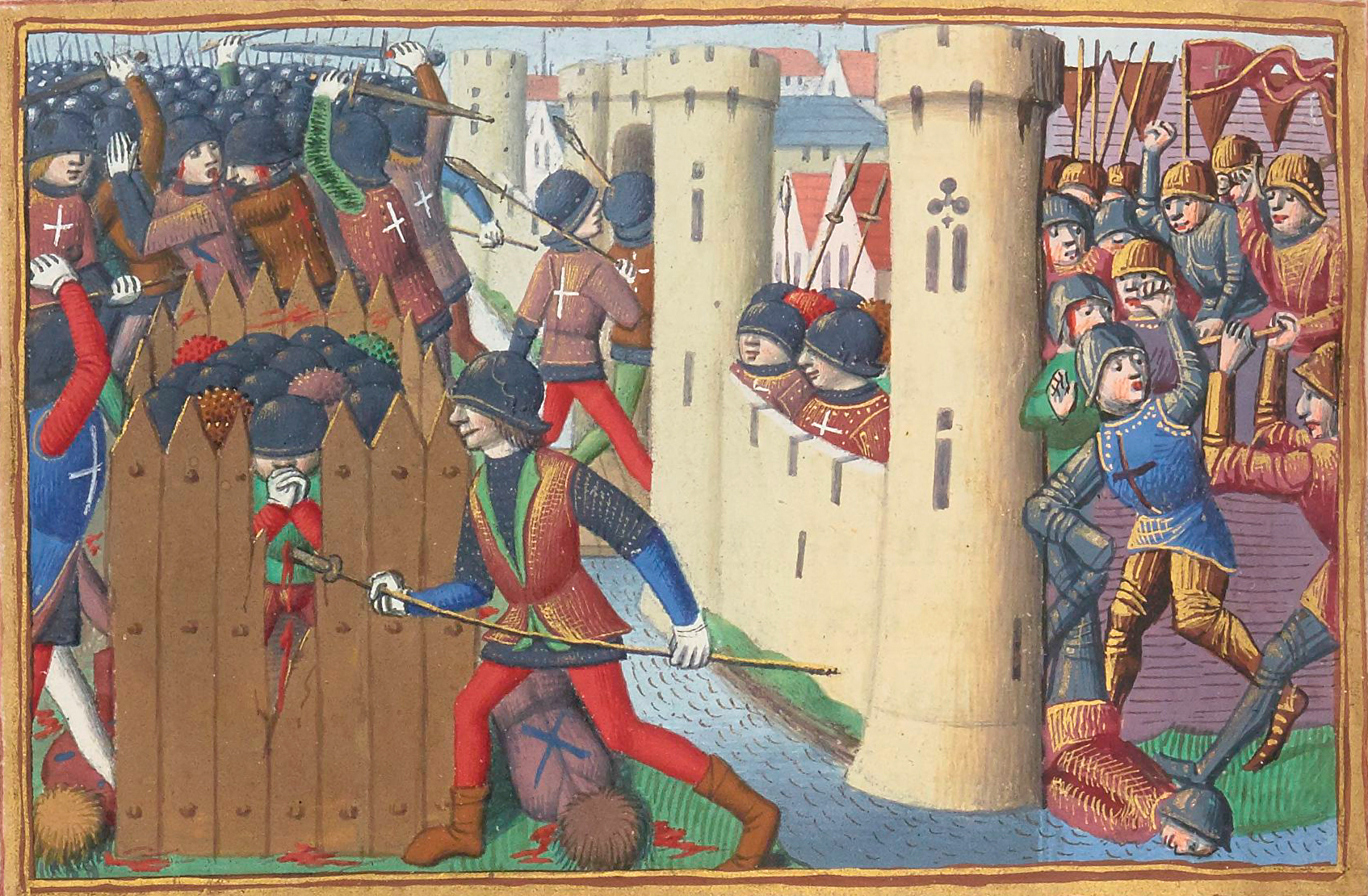
Les troupes françaises lèvent le siège d'Orléans. Enluminure du manuscrit de Martial d'Auvergne, Les Vigiles de Charles VII, vers 1484, BnF.

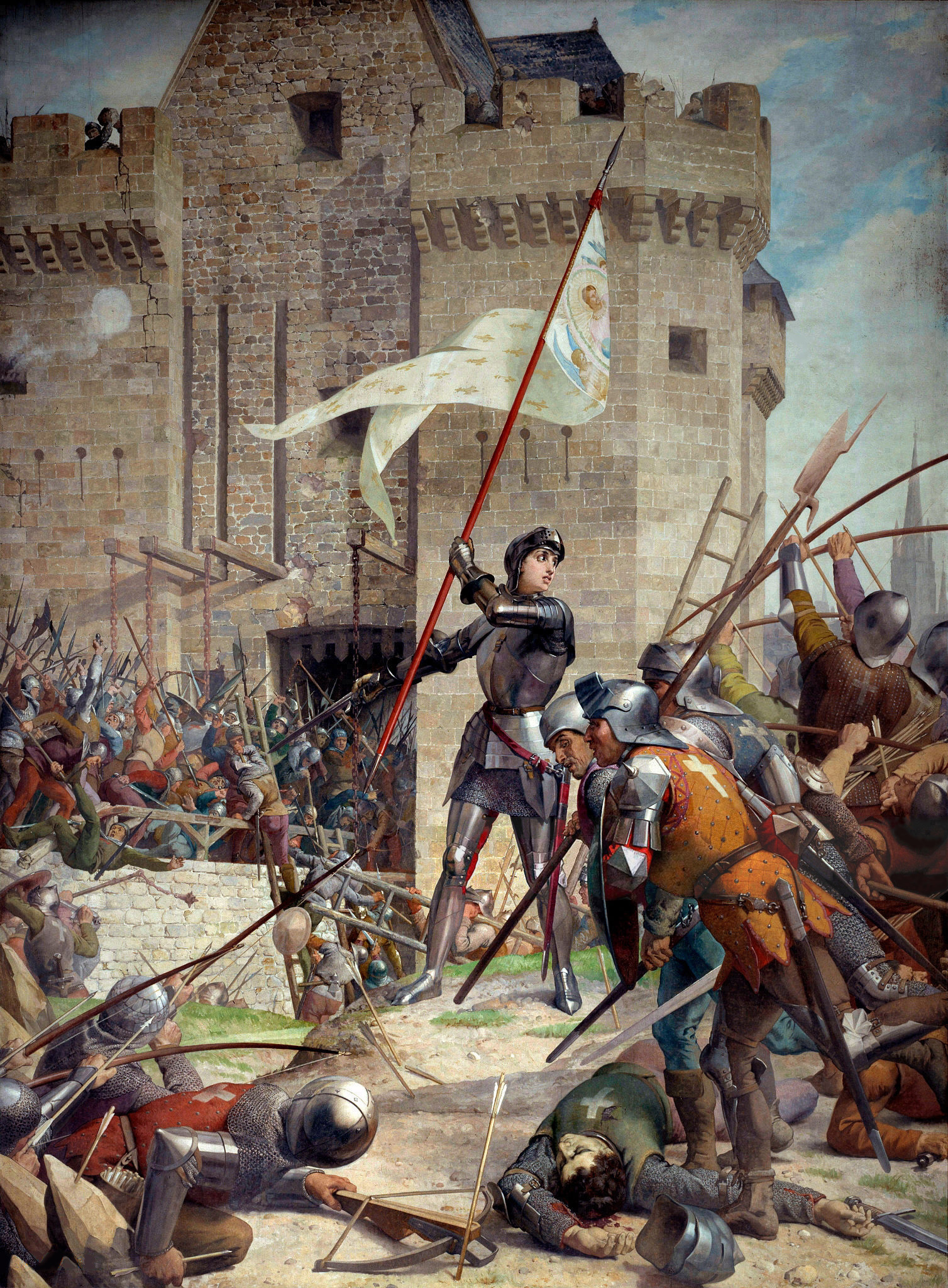
Jeanne d'Arc au siège d'Orléans, fresque de Jules Lenepveu, Panthéon, fin du XIXe siècle.

Jeanne avait été blessée au pied lors de l'attaque des Augustins, et retourna à Orléans le soir même pour récupérer. Par conséquent, elle ne put participer au conseil de guerre qui eut lieu dans la soirée. Le lendemain matin, le 7 mai, on lui demanda de ne pas prendre part à l'assaut final sur l'ensemble Boulevard-Tourelles. Elle refusa et se leva pour rejoindre le camp français, sur la rive sud, à la grande joie des habitants d'Orléans. En la voyant, d'autres habitants se portèrent volontaires, et se mirent à réparer le pont avec des poutres pour permettre une attaque par les deux côtés à la fois. Des pièces d'artillerie furent positionnées sur l'île de Saint-Antoine, et entrèrent en action.
Le gros de la journée passa, marqué par un bombardement inutile et des tentatives de sape des fondements de l'ensemble, avec des mines. Des barges en feu furent lancées vers le fort, sans plus de succès. Le soir approchait. Dunois et les autres commandants avaient décidé de lancer l'assaut final le lendemain. Informée de cette décision, Jeanne demanda son cheval et partit pour un temps de prière silencieuse. Puis elle revint au camp, attrapa une échelle et lança elle-même l'assaut frontal sur le Boulevard lui-même. D'après des témoignages, elle aurait crié aux soldats français : « Tout est vostre, et y entrez ! »
Les soldats français se précipitèrent derrière elle, amenant en masse des échelles dans le Boulevard. Jeanne fut blessée à l'épaule, au début de l'assaut, par un carreau d'arbalète, et fut emmenée à la hâte vers l'arrière. Les rumeurs de sa mort firent remonter le moral des défenseurs anglais et descendre celui des Français. Mais, selon des témoignages, elle retira elle-même la flèche, et, en dépit de sa blessure, réapparut rapidement dans les lignes françaises, donnant un nouvel élan aux attaquants. (Dans son témoignage au procès de réhabilitation, Jean Pasquerel, le confesseur de Jeanne, a déclaré que Jeanne elle-même eut une sorte de prescience de cet événement, indiquant la veille de l'attaque que « demain le sang coulera de mon corps au-dessus de ma poitrine. »)
Les Français repoussèrent les Anglais hors du Boulevard dans le dernier bastion des Tourelles. Mais le pont-levis étant abaissé, le passage était ouvert. Glasdale tomba dans la rivière et périt. Les Français accentuèrent leur pression contre les Tourelles elles-mêmes, des deux côtés, car le pont avait été réparé. Les Tourelles, à moitié en feu, furent finalement prises dans la soirée.
Les pertes anglaises étaient lourdes. En comptant d'autres actions au cours de la journée (notamment l'interception des renforts anglais se précipitant à la rescousse), les Anglais avaient subi près d'un millier de tués et 600 prisonniers. Par ailleurs, 200 prisonniers français furent trouvés dans le fort et libérés.

## Fin du siège
Avec l'ensemble Boulevard-Tourelles pris, les Anglais avaient perdu la rive sud de la Loire. Il n'y avait plus d'intérêt à poursuivre le siège, puisque Orléans pouvait maintenant être facilement ravitaillée. Dans la matinée du 8 mai, les troupes anglaises sur la rive nord, toujours sous le commandement du comte de Suffolk et de lord John Talbot, firent démolir les forts extérieurs et s'assemblèrent en ordre de bataille dans les champs près de Saint-Laurent.
L'armée française, sous le commandement de Dunois, s'aligna devant eux. Le face-à-face dura environ une heure, avant que les Anglais ne se retirent pour rejoindre d'autres unités anglaises à Meung, Beaugency et Jargeau. Certains des commandants français proposèrent alors une attaque pour détruire l'armée anglaise démoralisée, immédiatement. Jeanne d'Arc l'interdit du fait que l'on était un dimanche.

## Suites
Les Anglais ne se considéraient pas comme battus. Bien qu'ils aient subi un revers et des pertes énormes à Orléans même, le périmètre entourant l'Orléanais — Beaugency, Meung, Janville, Jargeau — était encore entre leurs mains. En effet, il était possible pour les Anglais de se réorganiser et de reprendre le siège d'Orléans lui-même peu de temps après, cette fois peut-être avec plus de succès, puisque le pont était maintenant réparé, et donc plus vulnérable à un assaut.
La priorité de Suffolk, ce jour-là (8 mai), était de sauver ce qui restait des troupes anglaises. Les commandants français voulaient également prendre le temps de remettre en état leurs troupes, sauf Jeanne qui voulait tout de suite pousser l'avantage chèrement acquis. Quittant Orléans, elle rencontra le dauphin Charles vers Tours le 13 mai, pour lui faire un rapport de sa victoire. Elle appela immédiatement à une marche au nord-est, en Champagne, vers Reims, ville des sacres, mais les commandants français savaient qu'ils devaient d'abord déloger les Anglais de leurs dangereuses positions sur la Loire.
La campagne de la Loire commença quelques semaines plus tard, après une période de repos et l'arrivée de renforts. L'arrivée de nouveaux volontaires, de nouvelles armes et de vivres galvanisa l'armée française, impatiente de servir sous la bannière de Jeanne. Même le connétable Arthur de Richemont, ostracisé, fut finalement autorisé à participer à la campagne (c'est lui qui, en 1436, reprit Paris aux Anglais). Après une série de sièges brefs et les batailles de Jargeau (12 juin), Meung (14 juin) et Beaugency (16 juin), la Loire était à nouveau aux mains des Français.
Une armée de renforts anglais se précipita de Paris, sous les ordres de John Talbot. Elle fut défaite à la bataille de Patay peu de temps après (18 juin). Ce fut la première victoire significative sur le terrain pour les armes françaises depuis des années. Les commandants anglais, le comte de Suffolk et lord Talbot, furent faits prisonniers au cours de cette campagne. Ce ne fut qu'après toutes ces victoires que le dauphin Charles se sentit suffisamment en sécurité pour accéder à la demande de Jeanne, la marche sur Reims.
Après quelques préparatifs, la marche sur Reims commença à Gien le 29 juin, le dauphin suivant Jeanne et l'armée française à travers le territoire de Champagne, dangereusement occupé par les Bourguignons. Bien qu'Auxerre (1er juillet) fermât ses portes et refusât l'entrée, Saint-Florentin (3 juillet) les accueillit, après quelque résistance, ainsi que Troyes (11 juillet) et Châlons-en-Champagne (15 juillet). Ils arrivèrent à Reims le lendemain et le dauphin Charles, avec Jeanne à ses côtés, fut finalement sacré roi de France, sous le nom de Charles VII, le 17 juillet 1429.

## Documentaire
Le siège d'Orléans, la forteresse de Jeanne réalisé par Laurent Portes en 2020.

## Dans la culture
Les deuxième et quatrième épisodes de la série de jeu Age of Empires retracent cet évènement dans leurs campagnes respectives.

### Sources primaires
- Rémi Boucher de Molandon, « Note de Guillaume Giraut, notaire à Orléans en 1429, sur la levée du siège », Mémoires de la Société archéologique et historique de l'Orléanais, Orléans / Paris, Blanchard / Derache, t. 4,‎ 1858, p. 382-389 (lire en ligne).
- Rémi Boucher de Molandon, « Première expédition de Jeanne d'Arc : le ravitaillement d'Orléans. Nouveaux documents, plan du siège et de l'expédition », Mémoires de la Société archéologique et historique de l'Orléanais, Paris / Orléans, Société bibliographique / Herluison, t. 15,‎ 1876, p. I-XX, 1-112 (lire en ligne).
- Rémi Boucher de Molandon, « La délivrance d'Orléans et l'institution de la fête du 8 mai : Chronique anonyme du XVe siècle récemment retrouvée au Vatican et à Saint-Pétersbourg », Mémoires de la Société archéologique et historique de l'Orléanais, Paris / Orléans, Société bibliographique / Herluison, t. 18,‎ 1884, p. 241-345 (présentation en ligne, lire en ligne).
- Rémi Boucher de Molandon et Adalbert de Beaucorps, « L'armée anglaise vaincue par Jeanne d'Arc sous les murs d'Orléans : documents inédits », Mémoires de la Société archéologique et historique de l'Orléanais, Orléans, Herluison, t. 23,‎ 1892, p. 673-989 (présentation en ligne, lire en ligne).
- Paul Charpentier et Charles Cuissard ( éd.), Journal du siège d'Orléans, 1428-1429 : augmenté de plusieurs documents, notamment des comptes de ville, 1429-1431, Orléans, H. Herluison, 1896, 410 p. (lire en ligne).
- Léon Dumuys, « Documents relatifs au siège d'Orléans et la délivrance de Beaugency et de Jargeau (1428-1429) », Bulletin de la Société archéologique et historique de l'Orléanais, Orléans, t. 9, no 132,‎ 1er trimestre 1887, p. 32-37 (lire en ligne).
- Amicie de Foulques de Villaret, « Campagnes des Anglais dans l'Orléanais, la Beauce chartraine et le Gâtinais (1421-1428). L'armée sous Warwick et Suffolk au siège de Montargis. Campagnes de Jeanne d'Arc sur la Loire postérieures au siège d'Orléans », Mémoires de la Société archéologique et historique de l'Orléanais, Orléans, Herluison, t. 23,‎ 1893 (présentation en ligne, lire en ligne).
- Gérard Gros ( éd.), Mystère du siège d'Orléans, Paris, Librairie générale française (LGF), coll. « Le Livre de poche / Lettres gothiques », 2002, 1049 p., poche (ISBN 2-253-06675-3).
- Vicki L. Hamblin ( éd.), Le mistère du siège d'Orléans, Genève, Droz, coll. « Textes littéraires français » (no 546), 2002, 818 p. (ISBN 2-600-00634-6, présentation en ligne).
- Louis Jarry, « Deux chansons normandes sur le siège d'Orléans et la mort de Salisbury », Bulletin de la Société archéologique et historique de l'Orléanais, Orléans, t. 10, no 151,‎ 1er et 2e trimestres 1893, p. 359-370 (lire en ligne).
- Louis Jarry, « Le compte de l'armée anglaise au siège d'Orléans, 1429 », Mémoires de la Société archéologique et historique de l'Orléanais, Orléans, Herluison, t. 23,‎ 1892, p. 433-672 (lire en ligne).
- Germain Lefèvre-Pontalis, « La panique anglaise en mai 1429 », Le Moyen Âge. Bulletin mensuel d'histoire et de philologie, Paris, Librairie Émile Bouillon Éditeur,‎ avril 1894, p. 81-96 (lire en ligne).
- Paul Meyer, « Ballade contre les Anglais (1429) », Romania. Recueil trimestriel consacré à l'étude des langues et des littératures romanes, Paris, Émile Bouillon, libraire-éditeur, t. XXI,‎ 1892, p. 50-52 (lire en ligne).
- Frédéric Mireur, « Procession d'actions de grâces à Brignoles (Var) en l'honneur de la délivrance d'Orléans par Jeanne d'Arc (1429) », Bulletin historique et philologique du Comité des travaux historiques et scientifiques, Paris, Ernest Leroux, no 2,‎ 1893, p. 175-178 (lire en ligne).